# 海洋之神
海立方（Oceanus）其工程包括重建回力娛樂場、澳門八佰伴舊址、回力停車場及毗連空地、皇宮娛樂場及毗連水域擬填海地段，整個項目預算投資超過六十二億元(未含地價)，地盤面積逾四萬六千五百平方米，建築面積約三十二萬五千平方米，為澳門博彩股份有限公司預算投資最龐大工程，將為遊客及居民提供酒店、商住、購物、娛樂、消閒一站式服務，預計2007年動工，2009年起分階段落成，項目劃分為三部分。

## 第一部分
整個項目核心涉及三個地段，從回力球場（回力娛樂場）現址起跨越新八佰伴、皇宮娛樂場現址，一直延伸至外港新港澳碼頭對開約二萬六千平方米擬填海地段。擬建一幢長四百五十米，最寬點達六十八米，高度由五十米逐層遞升至一百三十三米的橫向式建築物，建築面積約九萬三千平方米，臨海面向珠江部份為高級酒店，提供約六百間豪華客房及服務式公寓住宅。尾段向松山部分為娛樂場用途，並將設有大型購物中心，特為幼兒和兒童提供遊樂設施，其他消閒設施包括空中花園及電影院。

## 第二部分
位於現時的外港碼頭行人天橋及旅遊車站，擬建一幢兩層高建築物，建築面積二萬一千平方公尺，接連外港新港澳碼頭及第一部份之主體建築。第二部分為大型購物中心，另設海濱長廊連接本項目的第一部分，包括客運碼頭、車站及澳門漁人碼頭。

## 第三部分
位於柏力停車場原址及毗連空地，擬建一幢一百八十米高的混合用途建築物。建築面積約一萬八千平方米，其中一至十一層為辦公室，十二至五十二層為高級住宅，提供約八百個酒店式服務住宅單位，五十三及五十四層為住宅會所。